# Ogcodes respersus
Ogcodes respersus är en tvåvingeart som först beskrevs av Seguy 1935.  Ogcodes respersus ingår i släktet Ogcodes och familjen kulflugor. Inga underarter finns listade i Catalogue of Life.